# Osterrönfeld
Osterrönfeld ist eine amtsangehörige Gemeinde im Kreis Rendsburg-Eckernförde in Schleswig-Holstein.

## Geographie

### Geographische Lage
Das Gebiet der Gemeinde Osterrönfeld erstreckt sich am Fluss Wehrau an der heutigen Mündung in den Nord-Ostsee-Kanal beim Streckenabschnitt etwa zwischen Kanalkilometer 62 und 64 angrenzend südlich und östlich vom Gebiet der Stadt Rendsburg. Es liegt im nördlichen Bereich des Naturraums Holsteinische Vorgeest (Haupteinheit Nr. 698).

### Ortsteile
Die Gemeinde Osterrönfeld besteht siedlungsstatistisch aus einer Vielzahl von Ortsteilen, im Fachjargon als Wohnplätze bezeichnet. Neben dem für die Gemeinde namenstiftenden Ortsteil, fachlich als ein Randort typisiert, befinden sich auch die Häusergruppen Heidkrug (teilweise), Schaltstation, Schäferkate und Ziegelei, eine umfassende Anzahl von Hofsiedlungen und die Haussiedlungen Eckstieg, Klüskoppel und Linntal im Gemeindegebiet. Ergänzt werden diese durch die Siedlung Stampfmühle.

### Nachbargemeinden
Direkt umliegende Gemeindegebiete von Osterrönfeld sind:
| Rendsburg     | Rendsburg                                   | Schacht-Audorf und Schülldorf |
| Westerrönfeld | Kompassrose, die auf Nachbargemeinden zeigt | Schülldorf                    |
| Jevenstedt    | Emkendorf                                   | Emkendorf                     |

## Geschichte
Der Ort wurde im Jahre 1330 erstmals urkundlich erwähnt, und zwar durch die Errichtung einer Kapelle vor den Toren der Stadt Rendsburg mit den dazugehörigen Ländereien und Häusern.
Der Name 'Osterrönfeld' ist aus der Lage des Ortes am Ostufer der sogenannten Rinne oder Rönne entstanden. Gemeint ist damit die heutige Wehrau, die ihren Namen dadurch erhielt, dass in kriegerischen Zeiten dieser kleine Fluss zur Verteidigung der Stadt Rendsburg aufgestaut werden konnte.
Das ursprüngliche Dorf lag im Kern etwas weiter südöstlich, es wurde durch einen Brand im Jahre 1702 völlig zerstört. Die Gemarkungsbezeichnung und das 1999 erschlossene Baugebiet „Ohldörp“ (Altdorf) weisen darauf hin.
Eine bedeutsame überregionale Anbindung Osterrönfelds erfolgte mit dem Bau der Eisenbahn im Jahre 1845, allerdings erhielt die Ortschaft erst nach dem Bau der Bahnstrecke Kiel-Hassee–Osterrönfeld einen eigenen Bahnhof.
Der Neubau des Nord-Ostsee-Kanals zum Ende des 19. Jahrhunderts erbrachte eine weitere wichtige Änderung. Viele Bauarbeiter blieben hier und siedelten sich an. Die erste Verbreiterung des Kanals im Jahre 1911 führte zum Bau der Hochbrücke und dem Bau der heute unter Denkmalschutz stehenden Schwebefähre. Der ursprüngliche Bahnhof Osterrönfeld wurde auf den Eisenbahndamm verlegt, heute befindet sich dort ein Gaslager. Bis 1975 gab es von Osterrönfeld ein Anschlussgleis zu einer Werft in Audorf. Dabei handelt es sich um ein Reststück einer Anschlussbahn, die bis zu den Industriebetrieben auf der heutigen Rader Insel führte.
Im Jahr 1953 wurde Osterrönfeld eine eigenständige Kirchengemeinde.
Seit 1962 wird der Bahnhof von Osterrönfeld an der Bahnstrecke Neumünster–Flensburg nicht mehr im Personenverkehr bedient.
Nachdem im Dezember 2006 bekannt wurde, dass der Windkraftanlagenhersteller REpower plane, in Osterrönfeld einen Produktionsstandort sowohl für land- als auch seegestützte Windkraftanlagen unmittelbar am Nord-Ostsee-Kanal zu errichten, unterzeichneten im Juli 2007 die Gemeinde zusammen mit der Wirtschaftsförderungsgesellschaft des Kreises Rendsburg-Eckernförde eine erste schriftliche Vereinbarung mit dem Windkraftanlagenproduzenten zur entsprechenden Ansiedlung. Nach Durchführung der bau- und wasserrechtlichen Planverfahren wurde 2008 mit den Bauarbeiten begonnen. Im Gegensatz zur ursprünglichen Planung baute das Unternehmen in Osterrönfeld jedoch keine Produktionsstätte; lediglich die Entwicklung und Verwaltung wurden hier angesiedelt (sogenanntes TechCenter). Diese Räumlichkeiten werden heute durch Wartungsfirma des Konzerns Siemens Gamesa weitergenutzt.

## Politik

### Gemeindevertretung
- SPD: 4
- FWO: 7
- FDP: 3
- CDU: 5

Nach den vergangenen Wahlen ergaben sich jeweils folgende Sitzverteilungen:
- Kommunalwahl 2023: Von den 19 Sitzen in der Gemeindevertretung hat die Kommunale Wählergemeinschaft (FWO) sieben Sitze, die CDU fünf, die SPD vier und die FDP drei.[7]

### Wappen

Flagge mit Wappenemblem der Gemeinde Osterrönfeld

Blasonierung: „In Gold ein blauer Schrägwellenbalken; darüber ein achtspeichiges rotes Wagenrad, darunter ein ornamentiertes, eisenzeitliches schwarzes Keramikgefäß, eingeschlossen von acht 4 : 4 gestellten roten Dreiecken.“

### Gemeindepartnerschaften
Der Ort unterhält seit 2005 eine kommunale Partnerschaft mit der Gemeinde Osten (Oste) in Niedersachsen, dem Standort der zweiten deutschen Schwebefähre.

## Kultur und Sehenswürdigkeiten
Die Liste der Kulturdenkmale in Osterrönfeld enthält zwei Kulturdenkmale im Ort.
Das untere Flussbett der Wehrau ist als NATURA 2000-Schutzgebiet FFH-Gebiet Wehrau und Mühlenau geschützt. Es schließt mit der Mündung der Wehrau in den Nord-Ostsee-Kanal ab.

## Wirtschaft und Infrastruktur
Im Juni 2011 wurden die Anlagen des Neuen Hafen Kiel-Canal-Rendsburg Port (NHKC) fertiggestellt, sie erfuhren zunächst keine Nutzung. Seit 1. Februar 2012 betreibt die „Rendsburg Port GmbH“ den Neuen Hafen. An der neuen Gesellschaft sind je zur Hälfte die Ahlmann-Zerssen GmbH + Co. KG und die Brunsbüttel Ports GmbH beteiligt. Die Anlagen des Hafens werden zum Umschlag von Elementen für On- und Offshore-Windenergieanlagen als Schwerlasthafen genutzt. Im Juni 2012 wurde das erste Schiff mit Elementen für Windkraftanlagen hier abgefertigt. Aus dem Zukunftsprogramm Wirtschaft (ZPW) wurde der Ausbau des Hafens durch eine Erweiterung der Vorstaufläche um 1,5 Hektar mit 1,3 Mio. Euro gefördert.
Ein erster fester Nutzer ist die Firma Max Bögl, die hier seit Sommer 2014 sogenannte Hybridtürme (zu 2/3 aus Beton, zu 1/3 aus Stahl) für Windkraftanlagen baut.

### Verkehr
Im Gemeindegebiet von Osterrönfeld ist das westliche Ende der A 210. Sie geht hier in die B 202 über, die südlich des namenstiftenden Randortes von Rendsburg vorbeiführt und südlich vom Kanaltunnel Rendsburg mit der Bundesstraße 77 verknüpft ist. Die höhenfreie Anschlussstelle Schacht-Audorf (Nr. 2) am Ende der Autobahn führt direkt in den geschlossenen Ortsbereich von Osterrönfeld.
Osterrönfeld liegt am Nord-Ostsee-Kanal. Auf dem Gemeindegebiet liegt der Rendsburg Port, eine Hafenanlage mit zwei Liegeplätzen für Schiffe mit einem Tiefgang bis zu 9,5 m und zwei mobilen Hafenkranen, die im Tandembetrieb bis zu 250 t heben können.

### Energie

#### Stromnetz
Im östlichen Teil der Gemarkung Osterrönfeld liegen die Umspannwerke Audorf und Audorf-Süd zum Umspannen auf das HGÜ-Netz von 380-kV des Konzerns Tennet TSO.

#### Kraftwerk Audorf
In Osterrönfeld betreibt das Unternehmen Uniper ein Gasturbinenkraftwerk.

### Bildung
Der Fachbereich Agrarwirtschaft der Fachhochschule Kiel hat seinen Sitz in Osterrönfeld.